# Antonio Eguino
Antonio Eguino Arteaga (La Paz, Bolívia; 5 de febrer de 1938) és un director de cinema bolivià, sent un de les figures essencials en la cinematografia a Bolívia.

## Biografia
Antonio Eguino va néixer el 5 de febrer de 1938 al departament de La Paz al centre minaire Viloco. Va estudiar ael col·legi Institut Americà a la ciutat de La Paz. Als Estats Units va estudiar Enginyeria Mecànica, però va deixar la carrera abans de concloure per a estudiar fotografia en el Film Institute a la Nova York University.
Al seu retorn a Bolívia en 1967, s'uneix al Grup Ukamau de Jorge Sanjinés, com a director de fotografia i operador de càmera. Va ser director de fotografia en les pel·lícules Yawar Mallku (1969) i El coraje del pueblo (1971). En 1970 va realitzar el seu primer curtmetratge titulat Basta, documental sobre la nacionalització de l'empresa Gulf Oil Co.
En 1972, després de l'exili de Jorge Sanjinés arran del cop d'estat del Gral. Hugo Banzer, se separa el Grup Ukamau, i Eguino funda la Empresa Productora Ukamau al costat de Oscar Soria. En 1974 presenta el seu primer llargmetratge titulat Pueblo chico amb la productora Ukamau; en 1977 s'estrena Chuquiago, llargmetratge que es convertiria en l'obra clàssica d'Antonio Eguino. En 1984 Antonio Eguino presenta el llargmetratge Amargo mar i el 2007 Los Andes no creen en Dios.
Després d'acabar "Amargo mar", Antonio Eguino va tenir un paper important en la creació del Consejo Nacional del Cine de Bolivia - CONACINE i de l'Asociación de Cineastas. OVa ocupar també diversos càrrecs en institucions públiques i privades, va ser director del Canal de Televisió Estatal (Canal 7), del Consell Nacional de Cinema de Bolívia i la Cinemateca Boliviana, també va ser Viceministre de Cultura.
Entre altres reconeixements a la trajectòria de Eguino, el 21 de març de 2010, va ser condecorat amb la medalla “José María Velasco Maidana” en reconeixement de la producció cinematogràfica boliviana, pel Ministeri de Cultures i el Consell Nacional del Cinema.

## Filmografia
- Pueblo chico (1974)
- Chuquiago (1977)
- Amargo mar (1984)
- Los Andes no creen en Dios (2007)[4]